# Leningradzki Rock Klub

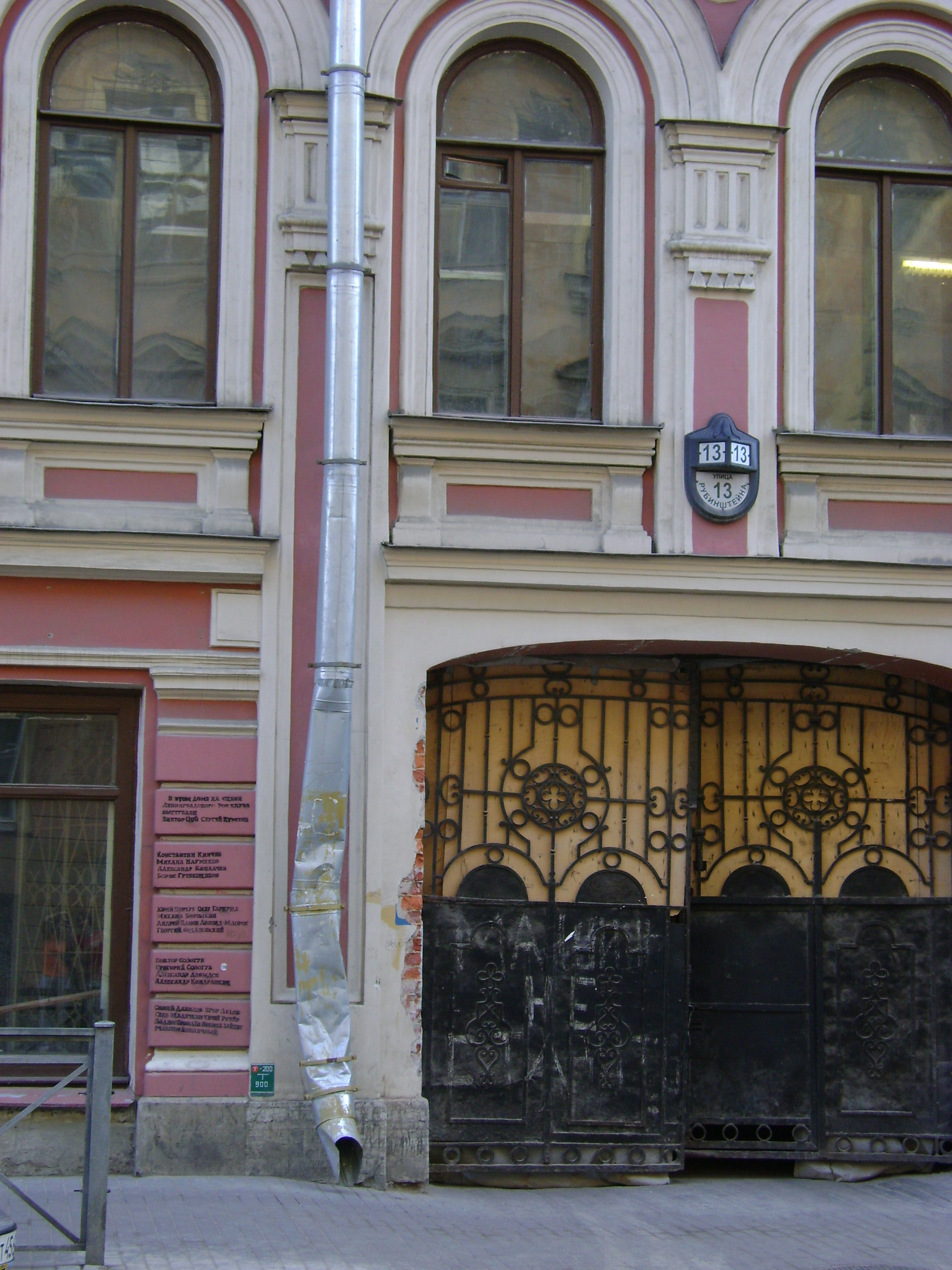
ul. Rubinsteina 13, Sankt Petersburg

Leningradzki Rock Klub (ros. Ленинградский рок-клуб) – pierwszy i jeden z najbardziej znanych państwowych ośrodków muzyki rockowej w ZSRR. Mieścił się przy ulicy Rubinsteina 13 w Leningradzie (obecny Sankt Petersburg). Został otwarty w 1981 roku. Stanowisko prezydenta zajmował Nikołaj Michajłow. 
Pierwsze kroki w swoich karierach stawiały tam legendarne rosyjskie zespoły takie jak Kino, Alisa, DDT, Akwarium, AukcYon, Zoopark czy Telewizor. Jurij Szewczuk poświęcił temu miejscu swój utwór Милиционер в Рок-Клубе (Milicijanier w Rok-Kłubie).
W związku z sukcesem Leningradzkiego Rock Klubu, inne miasta zaczęły tworzyć swoje własne ośrodki. Najbardziej znane to Moskiewskie Rock Laboratorium w Moskwie oraz Swierdłowski Rock Klub w Jekaterynburgu.

## Historia
Oficjalne otwarcie datuje się na 7 marca 1981 roku, wtedy odbył się pierwszy koncert «ЛенКлуба Любителей Музыки», w którym uczestniczyły grupy takie jak Piknik, Rosjanie, Mify. 
Leningradzki Rock Klub nie był typowym klubem muzycznym, takim jakie istniały na Zachodzie. W istocie działania bliżej było mu do domów kultury (z salą koncertową liczącą 200 miejsc) z systemem członkostwa podobnym do tego działającego w Związku Kompozytorów ZSRR.
Głównym powodem jego powstania była chęć ówczesnych władz, by kontrolować i inwigilować prężnie rozwijające się środowisko rockowe. Państwo było wrogo nastawione do muzyki i mody rodem z Zachodu, a Klub był jedynym miejscem w Leningradzie gdzie można było legalnie wykonywać muzykę rockową. W tworzeniu projektu uczestniczyły miejscowe struktury KGB. W sali koncertowej były specjalnie miejsca zarezerwowane jedynie dla członków KGB, KPZR i Komsomołu, ich zadaniem było obserwowanie co dzieje się w Klubie. Pilnowano, by podczas występów grupy nie wyrażały się przeciwko rządowi ani nie robiły niczego co mogłoby zszokować publiczność.
Rock Klubem kierowała powołana w tym celu rada. W jej skład wchodzili zarówno partyjni jak i niezależni członkowie. Ustanowiono statut oraz regulamin, według którego były rozpatrywane kandydatury muzyków chcących występować na scenach zarówno samego klubu jak i całego ZSRR. W tym celu odbywały się przesłuchania mające na celu wyłonienie najbardziej utalentowanych.
Z początku Klub nie cieszył się dużym zainteresowaniem, jednak połowie lat 80. stał się szczególnie oblegany. Młodzi ludzie chętnie uczestniczyli w życiu ośrodka, gdyż cenzura przestała być aż tak dotkliwa jak na początku istnienia projektu i młodzież miała większą swobodę w wyrażaniu siebie. Klub zapewniał zespołom instrumenty i potrzebną aparaturę. Grupy konkurowały między sobą na zasadzie zdrowej rywalizacji, każdy chciał bowiem przykuć uwagę publiczności i zostać zapamiętanym. Znaczenie ośrodka było w środowisku na tyle duże, że sukces na scenie Rock Klubu był równoznaczny ze wzrostem znaczenia zespołu. Klub kształtował muzyczne trendy młodych Rosjan, gdyż sława ośrodka nie ograniczała się tylko do granic Leningradu, był on znany i cieniony w całym kraju.
W latach 80. w Leningradzkim Rock Klubie odbył się także koncert legendarnej grupy Scorpions. Mimo że władze pragnęły utrzymać wiadomość o przyjeździe muzyków w tajemnicy, młodzież przekazywała informację własnymi kanałami i na występie zjawiły się tłumy.
Organizowano zarówno koncerty jak i coroczne festiwale. Pierwszy z nich odbył się w 1983 roku, a ostatni w 1987.
Wraz z początkiem lat 90. po upadku ZSRR i wraz ze spadkiem zainteresowania muzyką rockową ogromna popularność Klubu stopniowo gasła, jednak miejsce do dziś pozostaje kultowym.